# Acronyctodes colorata
Acronyctodes colorata är en fjärilsart som beskrevs av W. Warren 1901. Acronyctodes colorata ingår i släktet Acronyctodes och familjen mätare. Inga underarter finns listade i Catalogue of Life.